# Большой Хатраж
Большой Хатраж — исчезнувшая деревня на территории современной Полновской волости Гдовского района Псковской области; до революции — Спицинской волости Гдовского уезда Санкт-Петербургской губернии.

## География
Большой Хатраж находился возле юго-восточного берега Чудского озера, в местности древнего ударного кратера, получившего название по главной деревне округи Мишина Гора — Мишиногорский кратер.

## История
В марте 1867 в Мишиной Горе, центре православного церковного прихода, начали строить церковь, которую освятили в честь святой Троицы. К приходу церкви были причислены следующие деревни: Мишина Гора, Кирево, Грихновщина, Самуиликово, Большой Хатраж, Малинница, Лядинки, Журавово, Малый Хатраж и Пеньково.
Деревня упоминается на карте 1937 года.
Обозначена на довоенной топографической карты Эстонии 1938 года, на военной карте 1942 года.